# Snyder (efternamn)
Snyder är ett efternamn med den ursprungliga nederländska betydelsen skräddare, ofta en amerikaniserad variant av det tyska namnet Schneider, de slaviska varianterna Šnajder eller Šnajdr, eller det nederländska namnet Snijder. Den sistnämnda namnformen är den moderna nederländska stavningen av Snyder.

## Personer med efternamnet Snyder

### A
- Adam W. Snyder (1799–1842), amerikansk politiker, demokrat, kongressrepresentant för Illinois
- Allisyn Snyder (född 1996), amerikansk skådespelare

### C
- Chris Snyder (född 1981), amerikansk basebollspelare

### D
- Dan Snyder (1978–2003), kanadensisk ishockeyspelare
- Deborah Snyder (född 1963), amerikansk producent
- Dylan Riley Snyder (född 1997), amerikansk skådespelare

### G
- Gary Snyder (född 1930), amerikansk miljöaktivist och poet
- Gene Snyder (1928–2007), amerikansk politiker, republikan, kongressrepresentant för Kentucky

### H
- Homer P. Snyder (1863–1937), amerikansk affärsman och politiker, republikan, kongressrepresentant för delstaten New York

### J
- John Otterbein Snyder (1867–1943), amerikansk iktyolog
- John Wesley Snyder (1895–1985), amerikansk affärsman och politiker, demokrat, USA:s finansminister

### K
- Kyle Snyder (född 1995), amerikansk brottare

### L
- Liza Snyder (född 1968), amerikansk skådespelare

### M
- Melvin C. Snyder (1898–1972), amerikansk politiker, republikan, kongressrepresentant för West Virginia

### R
- Rick Snyder (född 1958), amerikansk affärsman och politiker, republikan, guvernör i Michigan

### S
- Simon Snyder (1759–1819), amerikansk politiker, demokrat-republikan, guvernör i Pennsylvania

### T
- Timothy Snyder (född 1969), amerikansk historiker
- Tom Snyder (1936–2007), amerikansk journalist och programledare

### V
- Vic Snyder (född 1947), amerikansk politiker, demokrat, kongressrepresentant för Arkansas

### W
- Warren Snyder (1903–1957), kanadensisk roddare

### Z
- Zack Snyder (född 1966), amerikansk regissör, producent och manusförfattare